# Патологическая ложь
Патологи́ческая ложь или псевдоло́гия (от др.-греч. ψεῦδος «ложь» и λόγος «слово») — патологическая склонность к сообщению ложной информации, к сочинению фантастических историй, сновидений и вымышленных фактов. Обычно обусловлена желанием индивида обратить на себя внимание других путём доказательства собственной значимости. Патологические лжецы могут осознавать, что врут, а могут и верить в то, что говорят правду. Патологическими лжецами могут быть как мужчины, так и женщины, любой возрастной группы.

## История
В медицинской литературе этот тип личности впервые был описан более ста лет назад. Патологическая лживость также иногда обозначается термином «мифомания», который был создан французским психиатром Эрнестом Дюпре. Некоторые психологи полагают, что патологические лгуны отличаются от обычных лгунов тем, что патологический лгун уверен в том, что говорит правду, и при этом вживается в роль. Многие, однако, не полностью согласны с подобной интерпретацией, но сходятся во мнении, что патологическая ложь — особое психическое состояние. Хотя термин «патологический лгун» и не используется в клинической диагностике, большинство психиатров считают, что этот тип личности является либо результатом психического заболевания, либо низкой самооценки.
В 2005 году было найдено первое доказательство того, что мозг патологического лжеца отличается от мозга человека, который не склонен часто врать. Исследователи Университета Южной Калифорнии в Лос-Анджелесе во главе с представителями его Колледжа литературы, искусств и наук — Йелингом Янгом и Эдрианом Рэйном, провели исследование среди группы волонтёров в возрасте от 21 до 45 лет, состоящей из:
- 12 патологических лжецов (11 мужчин, 1 женщина);
- 21 человека категории «нормальные» (15 мужчин, 6 женщин), не склонных к хронической лжи, а также без признаков антисоциального расстройства личности;
- 16 человек, склонных к антисоциальному поведению (15 мужчин, 1 женщина).

В ходе исследования в мозге лжецов были выявлены структурные аномалии, которые отличали их от других участников. В результатах исследования, опубликованных в октябрьском выпуске Британского журнала психиатрии за 2005 год, сообщается, что в префронтальной коре мозга патологических лжецов на 14,2 % уменьшен объём серого вещества (нейронов) и на 22 % увеличен объём белого вещества (нервных волокон).
Изучать случаи патологической лжи и их причины важно. Например, ложь свидетелей может помешать следствию или явиться причиной искажения показаний, неправильного осуждения и т. п.

## Патологические лжецы
Ложь — это сознательное и преднамеренное или не преднамеренное предоставление ложных сведений. Обычная ложь носит защитный характер, и её используют, чтобы избежать последствий правды. Иногда это ложь во благо, которая щадит чужие чувства и делает возможным цивилизованный человеческий контакт. Патологическую ложь можно описать как привыкание ко лжи. Ситуация, в которой человек постоянно лжёт без личной выгоды, считается патологией.

## Распространённость
Средний возраст начала заболевания составляет 21 год, когда уровень интеллекта достигает среднего или выше среднего уровня. Больные обычно демонстрируют вербальные навыки выше среднего. В ходе исследования было установлено, что частота заболеваемости одинакова у женщин и мужчин. В сорока процентах случаев наблюдались нарушения центральной нервной системы, такие как эпилепсия, аномальные результаты ЭЭГ, СДВГ, черепно-мозговая травма или инфекция ЦНС.